# Csesznek
Csesznek (németül: Zeßnegg, szlovákul: Česnek, horvátul: Česneg) község Veszprém vármegyében, a Zirci járásban.

## Fekvése
A Bakonyban található, Zirctől 11 kilométerre északra. A 82-es főút mellett fekszik; főutcája az előbbiből kiágazó 82 113-as mellékút és áthalad az északi külterületén (belterületi részeket nem érintve) a 8219-es út is. Gyakorlatilag teljesen összeépült északi szomszédjával, Bakonyszentkirály településsel.

## Nevének eredete
A települést a 13. századból ránk maradt források említik először, Cezneyc néven. Később Csesztnök, Cseszneg(h) néven is ismert. Magyarország helységeinek 1773-ban készült hivatalos összeírása Cseszneg néven említi, Pesty Frigyes 1864. évi kéziratos helynévgyűjteménye a községet Cseszneknek, a mellette lévő várromot Csesznegnek nevezi. A név a szláv a királyi hivatalt viselő személy jelentésű  čestnik köznévből származik.

## Története

### A vár
A község határában találhatók a cseszneki vár romjai. Feltehetően 1263 körül építtette a Bána nemzetségből származó Jakab trencséni ispán, IV. Béla király kardhordozója, a gróf Cseszneky család feltételezett alapítója. Jakab ispán leszármazottai a 14. század elején eladták a Csákoknak, tőlük váltotta magához 1326-ban Károly Róbert. 1392-ig királyi vár maradt, amikor Luxemburgi Zsigmond elcserélte a Garaiakkal a Macsói bánságért. A Garai család jelentős mértékben bővítette a várat. A Garai család férfi ága 1482-ben halt ki. Mátyás király a cseszneki uradalmat gróf Szapolyai Istvánnak adományozta. 1527-ben enyingi Török Bálint, I. Ferdinánd híve foglalta el a várat, s megtartotta akkor is, amikor átállt János király táborába.
1542-től ismét királyi vár, majd I. Ferdinánd Csaby István egri kapitánynak adományozta, akiről örököseire, Szelestey Sebestyénre és Wathay Lőrincre szállt. 1561-ben Wathay sikeresen veri vissza a török ostromot.
1594-ben Győr elestét követően az őrség kardcsapás nélkül föladja a várat, de már 1598-ban sikerült visszafoglalni. A 16-17. század fordulóján ismét a Cseszneky családé. A későbbiekben Bocskai és Bethlen Gábor csapatai is megszállták. 1635-ben báró galántai Esterházy Dániel vásárolta meg, ettől kezdve Csesznek Esterházy-birtok.
A Rákóczi-szabadságharc során a kurucok 1705-ben foglalták el és 1709-ig a kezükben is tartották.
Gróf Esterházy Ferenc 1750 körül átalakíttatta, de mivel így sem felelt meg a család kényelmi igényeinek, a 18. század végétől már csak gazdasági célokra és börtönnek használták. Az 1810. évi földrengés és a tíz évvel későbbi tűzvész betetőzte a pusztítást. 1828-ban már csak romként említik.
Az épülettömb maradványait az 1970-es években konzerválták.
2015-ben az a felújítás I. ütemében az alsóvár területén az új fogadóépület befejezése  valósul meg, helyreállítják az alsókaput, a felvezető út melletti  támfalat és keleti lezáró falat. Burkolták a felvezető utat, mellette  zöldfelületet alakítottak ki, megoldották a csapadékvíz-elvezetést,  valamint a díszvilágítást építettek ki.
A vár jelenleg vonzó kulturális programok, várjátékok színhelye.

### A falu
A várbirtokhoz tartozó falut először 1372-ben említik. Később Vámhegy néven volt ismert. 1683-ban, amikor Kara Musztafa nagyvezír hadai teljesen elpusztították a falut, melyet önálló jobbágyfaluként csak a 18. század derekán szerveztek újra. A település lakói a 16. században áttértek a protestáns hitre, a 18. századi betelepülők jórészt katolikusok voltak. Jelenleg református imaház és katolikus templom áll a hívek rendelkezésére. 2002-ben megalakult a Cseszneki Falufejlesztő Egyesület. 2007-ben Cseszneki Művésztelep Egyesület néven kulturális szervezet alakult, amelynek célja állandó képzőművészet galéria létrehozása a községben.

## Közélete

### Polgármesterei
- 1990–1994: Németh József (független)[3]
- 1994–1998: Szalai Ferenc (független)[4]
- 1998–2002: Szalai Ferenc (független)[5]
- 2002–2006: Szalai Ferenc (független)[6]
- 2006–2010: Trieblné Stanka Éva Renáta (független)[7]
- 2010–2014: Trieblné Stanka Éva Renáta (független)[8]
- 2014–2019: Trieblné Stanka Éva Renáta (független)[9]
- 2019–2024: Trieblné Stanka Éva Renáta (független)[10]
- 2024– : Trieblné Stanka Renáta (független)[1]

## Népesség
A település népességének változása:
| Lakosok száma | 563  | 564  | 547  | 542  | 456  | 458  | 441  |
|               | 2013 | 2014 | 2015 | 2021 | 2022 | 2023 | 2024 |

A 2011-es népszámlálás során a lakosok 88,7%-a magyarnak, 2,2% németnek, 0,5% románnak, 0,2% szlováknak mondta magát (11,3 nem nyilatkozott; a kettős identitások miatt az végösszeg nagyobb lehet 100%-nál). A vallási megoszlás a következő volt: római katolikus 57,7%, református 16,7%, evangélikus 0,9%, görögkatolikus 0,5%, felekezeten kívüli 6,2% (16,9% nem nyilatkozott).
2022-ben a lakosság 92,5%-a vallotta magát magyarnak, 2% németnek, 0,4% szlováknak, 0,2% bolgárnak, 0,2/ ruszinnak, 0,2% cigánynak, 2,6% egyéb, nem hazai nemzetiségűnek (7,5% nem nyilatkozott; a kettős identitások miatt a végösszeg nagyobb lehet 100%-nál). Vallásuk szerint 49,3% volt római katolikus, 13,8% református, 0,4% görög katolikus, 0,2% evangélikus, 0,2% egyéb keresztény, 0,2% egyéb katolikus, 7,9% felekezeten kívüli (27,9% nem válaszolt).

## Látnivalók
- A cseszneki vár.
- A környék fontos természeti látnivalója az Ördög-rét, a Remete-lyuk és a Zsivány-barlang. A Várhegy és Gézaháza parkkertje természetvédelmi terület.
- Jelentős a falusi turizmusa. A falu és környéke közkedvelt üdülő paradicsom.
- A vár közelében jöttek létre Magyarország első via ferrata útvonalai 2013 nyarán.[13]

## Híres szülöttei és polgárai

### Itt született
- Simonyi-Semadam Sándor (1864-1946) Magyarország miniszterelnöke (1920)

### A településen élt
- Csaby István, egri főkapitány
- Cseszneki Jakab, királyi kardhordozó, bakonyi erdőispán, trencséni ispán
- Cseszneki János, bakonyi erdőispán
- Cseszneki Lőrinc, a Szent György Rend lovagja
- Cseszneki Miklós, ispán, a Szent György Rend lovagja
- Cseszneky Mátyás, gróf, huszárkapitány
- Garai László, gróf, nádor,
- Garai Miklós, gróf, nádor, horvát-szlavón bán
- Esterházy Dániel, báró, aranysarkantyús vitéz, nádorjelölt
- Esterházy Dániel, gróf, kuruc generális
- Esterházy György, báró, esztergomi kanonok, prépost, szendrői címzetes püspök
- Szapolyai István, gróf, nádor, Szilézia kormányzója
- Török Bálint, gróf, hadvezér, nándorfehérvári bán
- Wathay Ferenc, végvári vitéz, festő, énekszerző
- Wathay Lőrinc, cseszneki kapitány

## Képgaléria

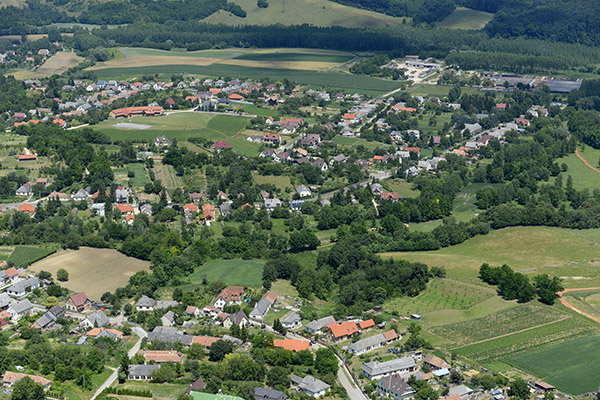
A község látképe madártávlatból
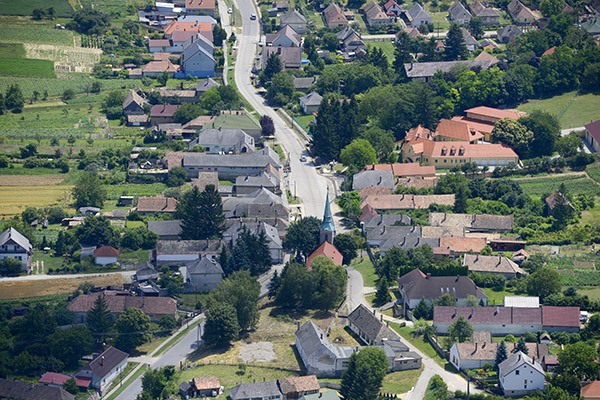
Csesznek légi fotón
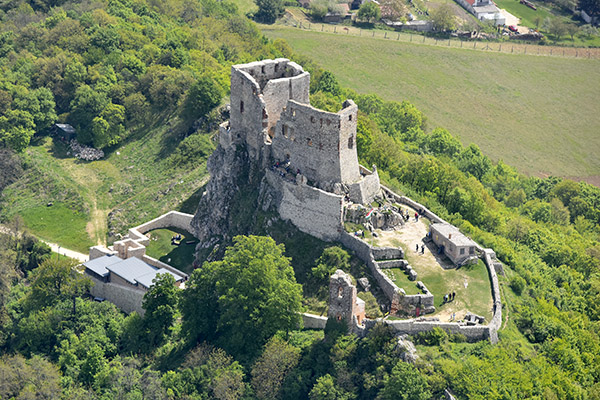
A vár légi felvételen
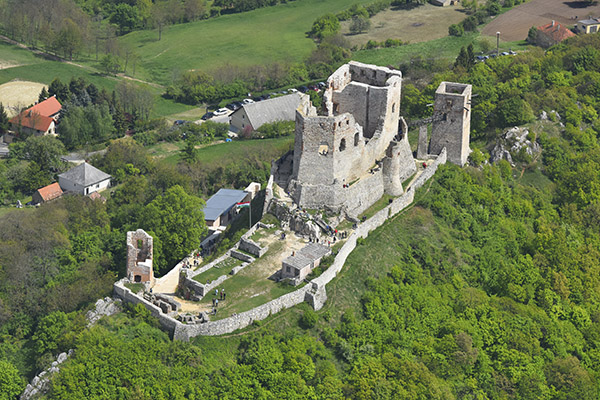
Csesznek vára a levegőből
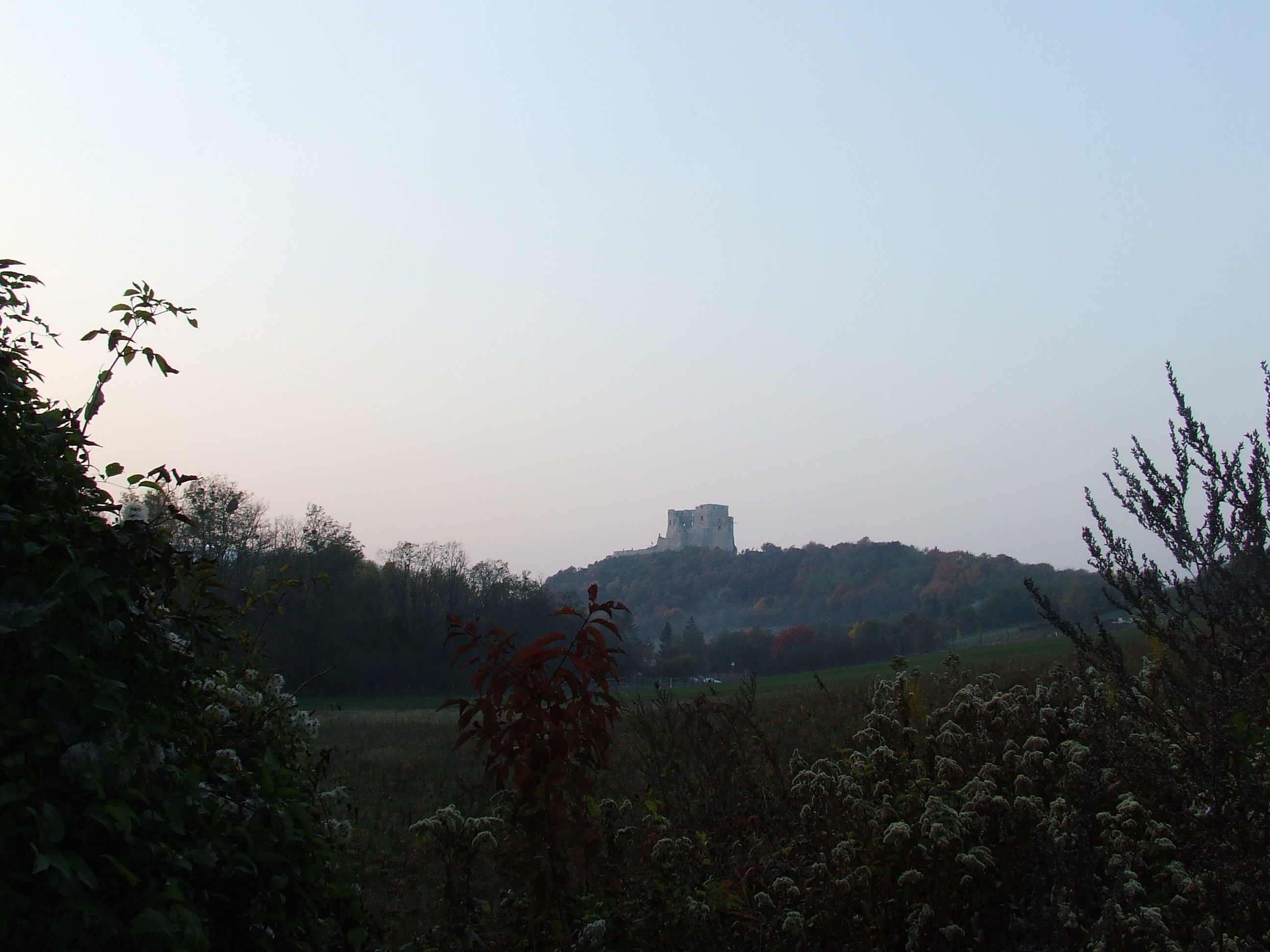
A cseszneki vár